# Brian Lawton
Brian Robert Lawton, född 29 juni 1965, är en amerikansk före detta professionell ishockeyforward som tillbringade tio säsonger i den nordamerikanska ishockeyligan National Hockey League (NHL), där han spelade för ishockeyorganisationerna Minnesota North Stars, Hartford Whalers, New York Rangers, Boston Bruins, Quebec Nordiques och San Jose Sharks. Han producerade 266 poäng (112 mål och 154 assists) samt drog på sig 401 utvisningsminuter på 483 grundspelsmatcher. Lawton spelade också på lägre nivåer för Springfield Indians och Maine Mariners i American Hockey League (AHL) och Phoenix Roadrunners, Cincinnati Cyclones och Kansas City Blades i International Hockey League (IHL).
Han draftades i första rundan i 1983 års draft av Minnesota North Stars som första spelare totalt, den första amerikanska ishockeyspelare att bli det.
Efter spelarkarriären var han en framgångsrik spelaragent som företrädde stora spelare som Sergej Fjodorov och Mike Modano och blivit vid tre tillfällen utsett som en av de mäktigaste personerna inom nordamerikansk ishockey av den ansedda ishockeytidningen The Hockey News. Den 25 juni 2008 blev Lawton utsedd av ishockeyorganisationen Tampa Bay Lightning till att vara exekutiv vicepresident för deras ishockeyverksamhet och general manager, positioner han höll fram till den 12 april 2010. Efter det har han varit expertkommentator för NHL Network och driver en firma som specialiserar sig på att sköta och genomföra försäljningar och köp av ishockeyorganisationer i NHL.

## Statistik
| 1981–1982  | Mount St. Charles Academy |            | 26  | 45  | 43  | 88  | 17  | —  | — | — | —  | —  |
| 1982–1983  | Mount St. Charles Academy |            | 23  | 40  | 43  | 83  | 25  | —  | — | — | —  | —  |
| 1983–1984  | Minnesota North Stars     | NHL        | 58  | 10  | 21  | 31  | 33  | 5  | 0 | 0 | 0  | 10 |
| 1984–1985  | Minnesota North Stars     | NHL        | 40  | 5   | 6   | 11  | 24  | —  | — | — | —  | —  |
| 1985–1986  | Minnesota North Stars     | NHL        | 65  | 18  | 17  | 35  | 36  | 3  | 0 | 1 | 1  | 2  |
| 1986–1987  | Minnesota North Stars     | NHL        | 66  | 21  | 23  | 44  | 86  | —  | — | — | —  | —  |
| 1987–1988  | Minnesota North Stars     | NHL        | 74  | 17  | 24  | 41  | 71  | —  | — | — | —  | —  |
| 1988–1989  | Hartford Whalers          | NHL        | 35  | 10  | 16  | 26  | 28  | 3  | 1 | 0 | 1  | 0  |
|            | New York Rangers          | NHL        | 30  | 7   | 10  | 17  | 39  | —  | — | — | —  | —  |
| 1989–1990  | Boston Bruins             | NHL        | 8   | 0   | 0   | 0   | 14  | —  | — | — | —  | —  |
|            | Maine Mariners            | AHL        | 5   | 0   | 0   | 0   | 14  | —  | — | — | —  | —  |
|            | Hartford Whalers          | NHL        | 13  | 2   | 1   | 3   | 6   | —  | — | — | —  | —  |
|            | Quebec Nordiques          | NHL        | 14  | 5   | 6   | 11  | 10  | —  | — | — | —  | —  |
| 1990–1991  | Phoenix Roadrunners       | IHL        | 63  | 26  | 40  | 66  | 108 | 11 | 4 | 9 | 13 | 40 |
| 1991–1992  | San Jose Sharks           | NHL        | 59  | 15  | 22  | 37  | 42  | —  | — | — | —  | —  |
| 1992–1993  | San Jose Sharks           | NHL        | 21  | 2   | 8   | 10  | 12  | —  | — | — | —  | —  |
|            | Cincinnati Cyclones       | IHL        | 17  | 5   | 11  | 16  | 30  | —  | — | — | —  | —  |
|            | Kansas City Blades        | IHL        | 9   | 6   | 4   | 10  | 10  | —  | — | — | —  | —  |
| NHL totalt | NHL totalt                | NHL totalt | 483 | 112 | 154 | 266 | 401 | 11 | 1 | 1 | 2  | 12 |
| AHL totalt | AHL totalt                | AHL totalt | 47  | 14  | 28  | 42  | 51  | 4  | 1 | 1 | 2  | 2  |
| IHL totalt | IHL totalt                | IHL totalt | 89  | 37  | 55  | 92  | 148 | 11 | 4 | 9 | 13 | 40 |